# Michail Pajkov
Michail Borisovitsj Pajkov (Russisch: Михаил Борисович Пайков, Nizjni Novgorod, 31 juli 1989) is een Russisch voormalig professioneel tafeltennisser. Hij speelt linkshandig met de shakehandgreep.

## Belangrijkste resultaten
- Brons in het mannen dubbelspel op de Europese kampioenschappen 2011 met Aleksej Liventsov.
- Brons in het mannen dubbelspel op de Europese kampioenschappen 2012 met Aleksej Liventsov.